# Henry Alfred Kaiser
Henry Alfred Kaiser (Brussel·les, 1 de març de 1872 - 2 d'octubre de 1917) fou un compositor belga.
Estudià amb Bruckner a Viena, i amb Josef Förster a Praga.
Entre les seves diverses obres cal mencionar:
- Le violon enchanté, ball (Nantes, 1895);
- Sous la voile, opereta (París, 1900);
- Le billet de Josephine (París, 1902);
- Die schwarze Nina (Elberfeld, 1905);
- Stella mani (Düsseldorf, 1910);
- Theodor Korner, òpera còmica (Cassel, 1913).

A més és autor d'una simfonia, tres serenates per a orquestra de corda i diverses obres per a piano.